# Dzień ojca (film)
Dzień ojca – amerykańska komedia z 1997 roku w reżyserii Ivana Reitmana z Robinem Williamsem i Billym Crystalem w rolach głównych. Jest remakiem francuskiego filmu Trzech ojców (Les Compères) z 1983 roku.

## Fabuła
Collette Andrews (Nastassja Kinski) jest zaniepokojona zniknięciem szesnastoletniego syna, Scotta (Charlie Hofheimer). Zrozpaczona matka zwraca się o pomoc do byłych kochanków, Jacka Lawrence’a (Billy Crystal) i Dale’a Putleya (Robin Williams). Aby skłonić ich do poszukiwań, każdemu z nich mówi, że chłopiec jest jego synem. Wkrótce mężczyźni odkrywają i dowiadują się o podstępie.

## Obsada
- Robin Williams jako Dale Putley
- Billy Crystal jako Jack Lawrence
- Julia Louis-Dreyfus jako Carrie Lawrence
- Nastassja Kinski jako Collette Andrews
- Charlie Hofheimer jako Scott Andrews
- Bruce Greenwood jako Bob Andrews
- Charles Rocket jako Russ Trainor
- Patti D’Arbanville jako Shirley Trainor
- Haylie Johnson jako Nikki
- Jared Harris jako Lee
- Louis Lombardi jako Matt
- Mary McCormack jako Virginia (niewymieniona w czołówce)

## Produkcja
Zdjęcia do filmu kręcono w Universal City, Los Angeles, San Francisco (Kalifornia) i Reno (Nevada), a okres zdjęciowy trwał od 8 lipca do 9 października 1996 roku.

## Odbiór
Film Dzień ojca spotkał się z negatywną reakcją krytyków. Agregujący recenzje filmowe serwis Rotten Tomatoes, w oparciu o pięćdziesiąt dziewięć omówień, okazał obrazowi 25-procentowe wsparcie (średnia ocena wyniosła 4,2 na 10).

### Nagrody i nominacje
| Rok  | Miejsce                           | Nagroda      | Kategoria                      | Odbiorcy i nominowani | Wynik     |
| ---- | --------------------------------- | ------------ | ------------------------------ | --------------------- | --------- |
| 1998 | 19. rozdanie nagród Złotych Malin | Złota Malina | Najgorsza aktorka drugoplanowa | Julia Louis-Dreyfus   | nominacja |